# Guanghua Si (Putian)

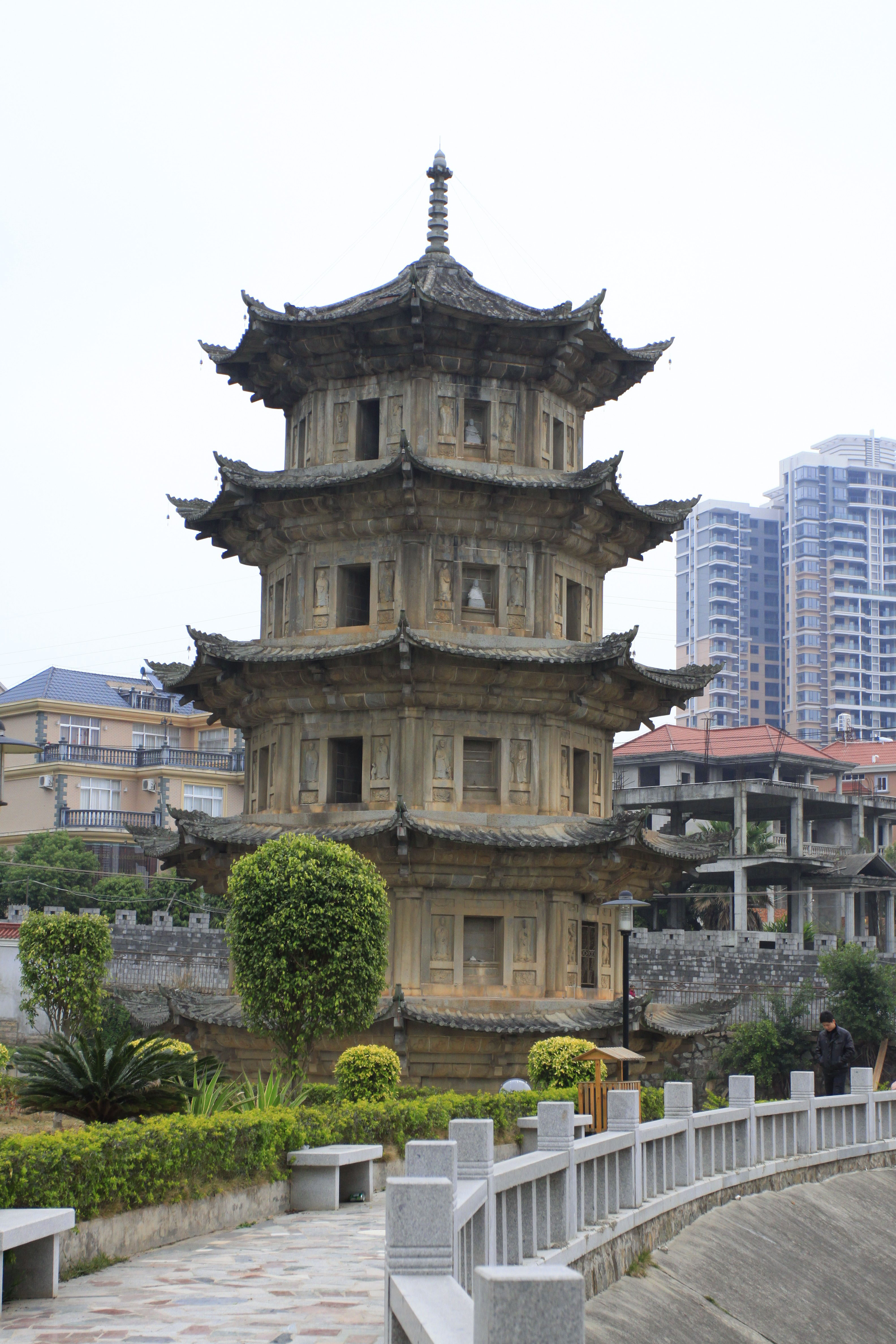
Guanghua Si

Der Guanghua Si (Guanghua-Tempel; chinesisch 广化寺, Pinyin Guǎnghuà Sì) ist Teil eines buddhistischen Klosters in der Stadt Putian der chinesischen Provinz Fujian. Er befindet sich am Fuß des Berges Fenghuang (auch Nanshan) zwei Kilometer südwestlich des Stadtzentrums und ist auch eines der größten buddhistischen Klöster Fujians. Der Tempel wurde 558 zum ersten Mal erbaut und 1875 neu erbaut. Er bedeckt eine Fläche von 16.000 Quadratmetern und hat eine Steinmauer von einem Kilometer Länge.